# Országos Magyar Gazdasági Egyesület

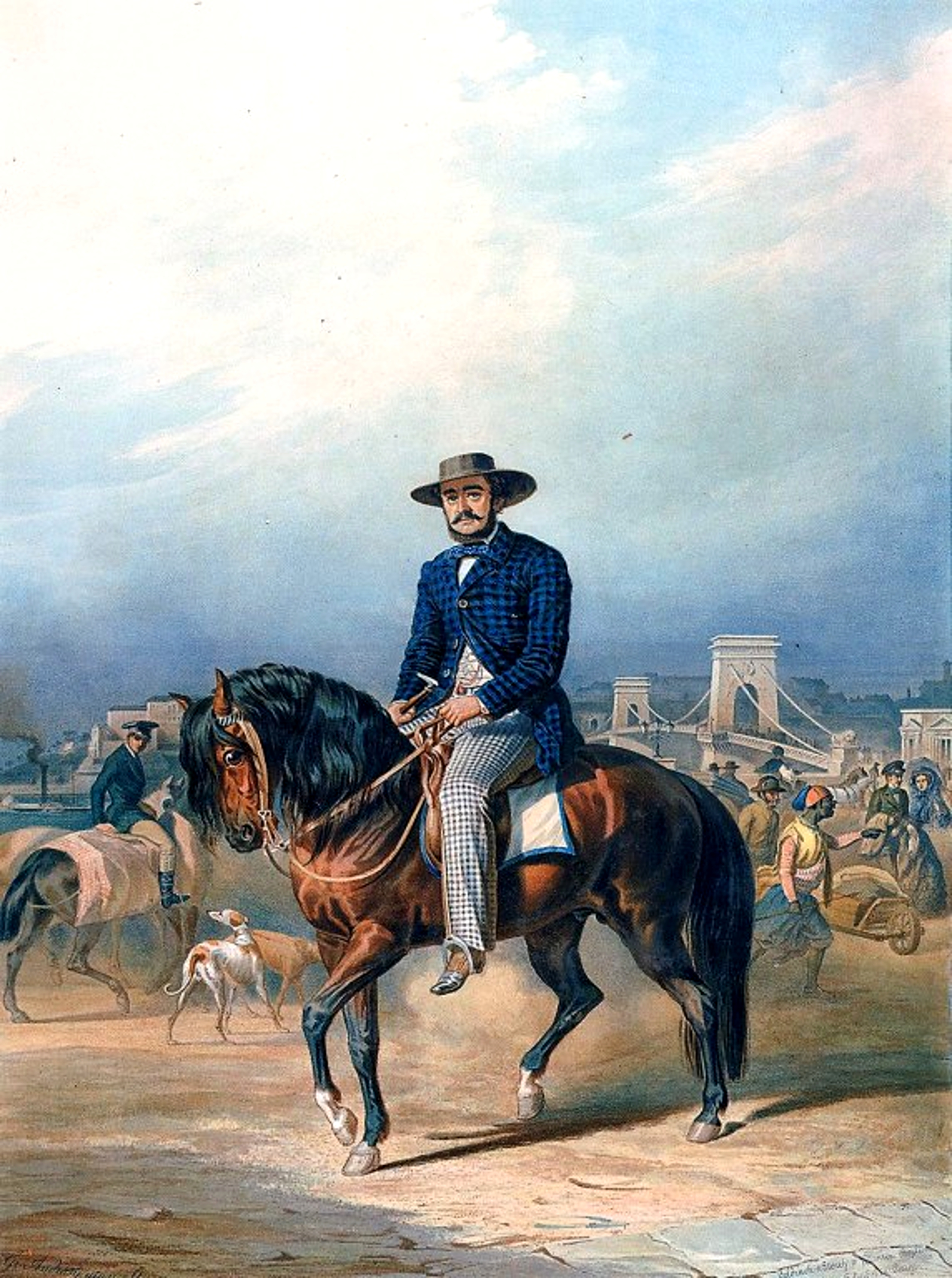
Széchenyi István (1828)

Az Országos Magyar Gazdasági Egyesület (OMGE) a magyar mezőgazdaság ügyét szolgáló országos egyesület volt 1827 és 1945 között.

## Története
Széchenyi István gróf kezdeményezésére 1827-ben jött létre a Pályafutási Társaság, amely 1830. június 11-én az Állattenyésztő Társaság nevet vette fel. Első elnöke ideiglenesen Széchenyi István gróf, 1831-ben Orczy Lőrinc báró, 1832-ben Keglevics László gróf volt. Ugyanebben az évben megvásárolta az Üllői úton levő telket Károlyi György gróftól, sorsolási kölcsön útján szerezvén be a kellő pénzt s Széchenyi István gróf javaslatára "Köztelek" nevet nyert, mely a társaság épületének homlokára íratott. Ebben az évben tartotta első gépkiállítását, már Angliából hozatott gépekkel. 1835. június 8-án a Magyar Gazdasági Egyesület nevet vette fel és elnöke Károlyi Lajos gróf lett; fizetéses titkára ("titoknoka") 1836-tól Kacskovics Lajos, aki az egyesület folyóiratát Gazdasági Tudósítások címen szerkesztette 1841-ig, mely időtől a hetenként megjelent Magyar Gazda váltotta fel ugyanazon szerkesztés alatt. 1837-ben sikeres állat-, gyapjú- és gépkiállítása volt. 1839-től elnök Károlyi György gróf.
1842-ben a lóversenyügy, amely eddig váza volt az egyletnek, Széchenyi István gróf javaslatára különválik a Lóverseny-egylet megalakítása által. 1842-ben József nádor lett az egyesület pártfogója. Örökébe lép 1847-ben fia, István. 1840-ben a Mezei Naptárt és a Gazdasági Kis Tükör-t adja ki. 1840-46-ban több mintagazdaságot szemlélt meg és ismertetett. 1841-ben gyapjúkiállítást és nagy ekeversenyt rendezett. 1844-ben meghalt az egyleti működés addigi lelke, Csapó Dániel alelnök. 1847-ben építette fel "Köztelek" palotáját közadakozásból. 1848/49-ben Havas József kormánybiztos rokonszenve megnyeretvén, az egyesület ügyeit Andrássy György gróf elnöklete alatt tizenkétfős bizottság vezette, amelynek már Korizmics László is tagja volt. Ez így tartott 1857. november 16-áig. Korizmics László 1849-ben megindította saját vállalkozásaként a Gazdasági Lapokat és saját vezérlete alatt 1851-ig Morócz István által szerkesztette s ez időtől egyesületi hivatalos közlöny. 1857-ben jól sikerült kiállítás volt a Köztelken. Ugyanaz évben (1857) Ferenc József király a gazdasági egyesület hódoló bizottságának kérésére megerősíti az egyesület alapszabályait és az újjászervezkedést megengedi, sőt a gellérthegyi szőlőiskolára 10.000 frt adományt tett. 1858-ban elnök Károlyi István gróf, alelnökök Lónyay Gábor és Korizmics László, titoknok Morócz István. Az ezt követő 10 évben az egyesület igen szépen működik. Lelke e működésnek Korizmics László. Majláth György indítványára 1858-ban kezdeményezte a Magyar Földhitelintézetet, amely 1863-ban létesült. 1858-ban ekeversenyt tartottak Rákospalotán, 1859-ben gép- és eszközkiállítást és ekeversenyt Ercsiben, 1860-ban juhkiállítást és ekegépversenyt Tót-Megyeren; 1862-ben Londonban, 1863-ban Hamburgban, 1866-ban Bécsben rendezte a magyar mezőgazdasági részt.
 Történelmi nevezetességű az az állat- és gépkiállítás a budapesti Városligetben, amelyet Ferenc József is meglátogatván, a szabadságharc után először érintkezett nyilvános ünnepélyességgel a nemzettel, s így e kiállítás mintegy kiindulási pontja lett az 1867-i kiegyezésnek a nemzet és királya között. 1861-ben Károlyi István gróf lemondott. Istvántelket adományozta használatra Rákospalotán az egyesületnek. Ekkor elnök Károlyi Lajos gróf lett, aki 1863-ban meghalt. 1862 márciusától az Országos Magyar Gazdasági Egyesület nevet használja. 1864-ben Festetics György gróf lett az elnök, 1861-ben segédtitkár Ordódy Sándor, 1863-ban Kodolányi Antal. Az országos budai szőllőiskola igazgatójává 1859-ben dr. Entz Ferenc választatott meg. Az 1867-80-ig terjedő időszak politikai föllendülése zsibbasztólag hatott az egyleti működésre. 1868-ban a földmívelési minisztérium összehívására és vezetése mellett tartatott az első országos kongresszus. 1869-ben Ercsiben aratógépverseny 1870-től elnök Lónyay Gábor, alelnökök Korizmics László és Hajós József, segédtitkár dr. Morócz István mellett Tót László. 1870-76-ig havi folyóiratot ad ki "Egyesületi Közlemények" címen. 1870-ben dohány-, sajt-, turó- és kender-kiállítás. Kezdete a Gazdasági Múzeum rendezésének. 1871-ben sertéskiállítás Kőbányán, gyümölcskiállítás a nemzeti múzeumban. A köztelki palota 3 emeletesre építése. 1873-ban vezeti a bécsi világkiállítás magyar gazdasági részét. 1874-ben a londoni világkiállításon keres elismerést a magyar boroknak. 1875-ben állandó borkiállítás a Köztelken. Megindítása Tormay Béla közreműködésével az Állattenyésztési Füzeteknek. 1876-ban a bia-bajnai uradalom szemléje s leírása. 1875-ben az Istvántelki földmíves és kertész-iskola megnyitása. 1876-tól elnök Szapáry Gyula gróf, alelnökök: Korizmics László és Széchenyi Pál gróf. A Budai Szőllőiskola igazgatója Molnár István. 1878-ban Tormay indítványba hozta a tenyészállatvásárokat. Előkészítése a Székesfehérváron megtartott kongresszusnak. 1879-ben jelenik meg az Emlékkönyv első füzete, melyet Galgóczy Károly ir meg. 1879-ben és 1880-ban nagy enquęte a mezőgazdasági hanyatlás tárgyában. A Villásy Pál által szerkesztett Gyümölcsészeti Füzetek kiadása.
 1880 máj. 22. félszázados fennállásának megünneplése. A gazdasági egyletek szövetségének kezdeményezése. A Gazdakör megalapítása Budapesten 1881-ben Ordódy Lajos előadó titkár lett, 1882-től Morócz István elhalálozása folytán, első titkár. 1886-ban igazgató, mellette másodtitkárok 1882-84. Szabó Ferenc dr., 1885-91-ig, 1888-ban titkár Baross Károly, 1881-ben ismét eszmegazdag és lázas tevékenység, melynek Ordódy a lelke 1891-ig. 1881-ben nagy országos gyümölcskiállítás a Vigadóban. A béllyei uradalom szemléje. 1882-ben az agárdi nemzetközi gőzeke- és ekeverseny. A budapesti központi tejcsarnok kezdeményezése. 1883-ban a Majthényi-féle roszkosi gyümölcstelep, 1884-ben a lévai uradalom, a Timáry-család detta-topolyai s a kormány puszta-péklai rizstelepének megszemlélése. 1882-ik évtől a földmívelési minisztérium megbízásából rendezte a tenyészállatvásárokat. 1884-ben kezdi meg s sör-árpakiállításokat. Bián gépverseny; 1885-ben szolnoki aratógépverseny. Megalapítása a gazdasági könyvkiadó vállalatnak. 1887-ben Hatvanban ekeverseny, 1888-ban Brüsszelben a világkiállításon rendezése a magyar mezőgazdasági osztálynak, a nagykőrösi kiállítás rendezése, 1889-ben Szajolon aratógépverseny, 1890-ben a bécsi kiállítás gazdasági részeinek rendezése. Évenkénti nagy gyűlései a szövetségbe lépett gazdasági egyesületeknek, gyümölcs-, dohánykiállítások. Sok és élénk lefolyású szakülések. 1882-ben Dessewffy gróf alelnök, 1886. október 5-én Korizmics László meghalt, új alelnök Hajós József, 1889-ben Szapáry Gyula gróf az első földmívelési miniszterré kineveztetvén, elnök: Dessewffy Aurél gróf, alelnökök Andrássy Aladár gróf és Hajós József. 1888-ban Hajós elhunyt, utóda Tolnay Lajos, 1891-ben igazgató Forster Géza, titkárok Baranyai István és Baross Károly, 1894-ben Bujanovics Sándor alelnök Tolnay helyébe. 1891-ben a Köztelek egyesületi közlöny megindítása előbb Baross Károly, majd 1893-ban Szilassy Zoltán szerkesztése alatt. 1893-tól ügyvezető titkár Rubinek Gyula, 1891-ben Paikert Alajos, ifj. segédtitkár, 1892-ben Nyíregyházán nemzetközi aratógépverseny. Ugyanakkor megvalósítása az Ordódy és Széchenyi Imre gróf által kezdeményezett mezőgazdák országos szövetkezetének. 1895-ben rendezte a III. országos gazdakongresszust.
1945-ben az Egyesület megszűnt.

## Egyesületi kiadványok
- M. Gazd. Egyesület Választmányának felterjesztése a gazd. egyesület jövendő állása a gazdasági intézetek és alsóbb földmives iskolák felállitása iránt Magyarországban (Pest, 1851).
- Jószágismertetés [I. füzet]: A mágócsi uradalom, Csongrád vármegyében [gróf Károlyi Lajos tulajdona] (Pest, 1860). Szerk.: Korizmics László – Bossányi László – Morócz István. A mű végén Ybl-tervezésű majorépületek keresztmetszetének rajzai és homlokzati képei láthatóak.
- Jószágismertetés [II. füzet]: Fekete Ferencz kossuthi gazdasága, Pozsony vármegyében (Pest, 1862). Szerk.: Czilchert Róbert – Gyiokó Szilárd – Korizmics László
- Jószágismertetés [III. füzet]: A kis-jenői uradalom, Arad vármegyében [ József nádor cs. kir. főherczeg örököseinek, István és József főhercegek közös tulajdona] (Pest, 1864)
- Jószágismertetés [IV. füzet]: A bajna-biai uradalom; fekszik Pest-, Fehér-, Komárom- s Esztergom vármegyékben [gróf Sándor Móric tulajdona] (Budapest, 1875)
- Az országos Magyar Gazdasági Egyesület küldöttségének Jelentése a keszthelyi Orsz. Gazd. és Erdészeti tanintézet 1865. nov. 1-jén történt ünnepélyes megnyitásáról (Pest, 1865).